# You Wanna Dance with Me?
You Wanna Dance with Me? – trzeci album amerykańskiej wokalistki pop Jody Watley. Na płycie znalazły się najpopularniejsze utwory z wydanych poprzednio krążków.
W 1989 płyta zajęła 86 miejsce w zestawieniu Billboard 200.

## Utwory
1. Still a Thrill
2. Friends
3. Looking for a New Love
4. Real Love
5. L.O.V.E.R.
6. What'cha Gonna Do for Me
7. Don't You Want Me
8. Most of All
9. Some Kind of Lover